# Lightning Bolt (banda)
Lightning Bolt é uma dupla de noise rock de Providence, Rhode Island, Estados Unidos, composta por Brian Chippendale na bateria e vocais e Brian Gibson no baixo.  A banda foi formada em 1994, quando os membros do então trio estudavam na Rhode Island School of Design.  A banda assinou com a Load Records em 1997, e lançou seu álbum auto-intitulado dois anos depois. No total, Lightning Bolt lançou sete discos, numerosos singles, e apareceu em inúmeras compilações. Lightning Bolt ficou na oitava posição dos artistas da década 2000-09 feita pela Metacritic.
Lightning Bolt são conhecidos por fazerem apresentações no estilo guerrilha, onde não há palco e a banda fica no mesmo nível que o público.  O som da banda é alto e agressivo, apesar deles citarem os compositores Philip Glass e Sun Ra como influências.

## História
A banda foi formada enquanto Chippendale e Gibson frequentavam a Rhode Island School of Design em Providence, Rhode Island, e Chippendale tinha ouvido falar sobre "um novo moleque que tocava baixo muito bem."  Os dois formaram o Lightning Bolt, com Brian Chippendale na bateria, Brian Gibson no baixo, e com Hisham Bharoocha na guitarra e vocais que entrou para o grupo depois do primeiro show.  Bharoocha deixou o grupo em 1996 para continuar com outra banda na faculdade que no fim chamou Black Dice, e Chippendale assumiu o microfone.  A única música oficialmente lançada com Bharoocha foi uma faixa na compilação Repopulation Program.  Durante os primeiros anos, Lightning Bolt foi uma banda de improviso, excursionando pelos Estados Unidos por meses.  O conceito de escrever músicas e gravar um álbum não ocorreu para eles até 1997, quando Ben McOsker, fundador da Load Records, se aproximou da dupla.
Durante esses anos iniciais, Chippendale e seu colega de quarto calouro, Matt Brinkman, estabeleceram o Fort Thunder, um armazém abandonado em Olneyville, um distrito de Providence.  O local no fim tornou-se moradia de alguns artistas e músicos avant-garde, incluindo Brian Ralph bem como Lightning Bolt.
Em 2006, Lightning Bolt foi deportado do Japão dias depois de ter chagado da Inglaterra para continuar a turnê com a alegação de que eles não tinham visto para trabalhar lá. O apelo deles foi rejeitado em 48 horas, e foram deportados de volta aos Estados Unidos.

## Gravações
O Lightning Bolt lançou um total de sete álbuns, alguns singles de 7 polegadas e splits e apareceram em numerosas compilações.  O primeiro disco auto-intitulado saiu pela Load Records.  Inicialmente lançado como uma edição limitada de 750 copias, junto com uma fita cassette chamada "Zone" que foi lançada depois. Em 1999 o disco foi colocado em catálogo de novo, incluindo a "Zone" como bonus e com uma capa alternativa. O segundo disco foi Ride the Skies, de 2001, seguido por Wonderful Rainbow em 2003. Em 2005, o Lightning Bolt lançou o Hypermagic Mountain, o mais aclamado pela crítica até então. Em 2009, o disco Earthly Delights saiu pela Load Records.
A banda aparece no DVD de 2003 que é uma filmagem da turnê The Power of Salad dirigido por Peter Glantz e Nick Noe.  Lightning Bolt ta,bém aparece tocando em compilações de DVDs como Pick a Winner (2004) e Sleep When You are Dead dos artistas performáticos Mighty Robot (2007).
Rumores persistentes de um interesse em lançar um ábum de improviso chamado Frenzy.  No site do Lightning Bolt foi postado em 2004 que "O próximo disco do Lightning Bolt, Frenzy, está sendo trabalhado atualmente na Load Records. É esperado que ele saia no verão."  Nenhuma palavra mais foi dita e o próximo disco do Lightning Bolt foi Hypermagic Mountain em 2005.  Numa entrevista no começo de 2007, Chippendale disse "Quando se trata de improviso estranho, às vezes nós somos apenas a um impasse estranho."
Em 13 de outubro de 2009, Lightning Bolt lança o álbum Earthly Delights na gravadora Load. E era o primeiro lançamento deles em quatro anos, desde Hypermagic Mountain.
Em 9 de março de 2015, "Fantasy Empire" foi colocado para stream. Os compositores elogiaram a fidelidade da gravação em comparação com seus trabalhos anteriores, citando como exemplo "... a cena em O Mágico de Oz, onde um tom sépia dá lugar a Technicolor, que abre novas perspectivas ao som, enquanto dando à banda uma oportunidade para expor musicalidade mais envolvente. "Foi lançado pelo selo Thrill Jockey em 25 março de 2015.

## Estilo

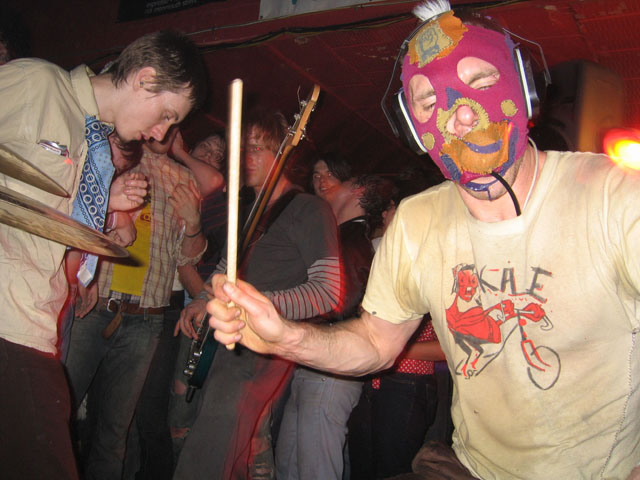
Lightning Bolt tocando em Southgate House em 2005.

A música feita pelo conjunto tem influências do noise rock japonês de bandas como Boredoms e Ruins, apesar dos compositores Philip Glass e Sun Ra serem influências reconhecidas.  O som consiste da bateria frnética de Chippendale, seus vocais incompreensíveis e Gibson tocando baixo – como exemplo dá pra citar "13 Monsters", onde Chippendale canta uma contagem estilo parque infantil através distorção pesada sobre os instrumentais de sua bateria e Gibson toca baixo. Sobre o gênero musical, Brian Gibson disse, "Eu odeio, odeio, odeio a categoria "noise-punk" Não gosto nada de ser classificado em duas palavras com tanta bagagem. É nojento."
Como vocalista do grupo, Chippendale evita um microfone convencional, em vez disso usa um tipo de microfone incorporado a um receptor de telefone doméstico, em sua boca ou ligado a uma máscara, que é então executado através de um processador de efeitos para alterar ainda mais o som. Chippendale também usou um KMD 8021 Tambor Exciter, um módulo de sintetizador de bateria simples, desencadeada pelo bumbo.
Gibson usa afinação tradicional de violoncelo em seu baixo, em intervalos de quintas (C G D A), usando uma corda de banjo na A alto.  Ele usa seu baixo de quatro cordas comum por muitos anos, mas recentemente foi visto usando um de cinco cordas, afinado em C G D A E, com cordas de banjo na A e E.  Gibson também usa vários pedais de efeito, incluindo overdrive, um oitavador, um delay, e um whammy pedal (pitch shifter).

Como muitas bandas de noise rock, Lightning Bolt é extremamente barulhenta e agressiva musicalmente. No filme The Power of Salad, Gibson atribui muito de seu sucesso ao volume:
Normalmente temos mais reações negativas quando [nós] não tocamos muito alto. É só ser super alto e está tudo pronto.  (risos) O rock and roll é revelado.  Sinto que é essa mensagem - se há alguma mensagem, é essa.  É o que nos mantém empolgados atualmente. Hoje em dia - qualquer um sabe do que eu estou falando. (risos)
A banda nunca foi fã de gravações em estúdio. Quando eles gravaram as cinco faixas para o seu homônimo álbum de estreia lançado em 1999, eles descartaram quatro delas e substituíram por faixas que haviam sido gravadas ao vivo em várias apresentações de 1997 e 1998. No entanto, seus dois álbuns seguintes, Ride the Skies e Wonderful Rainbow, foram registrados mais tradicionalmente em um estúdio. Para Hypermagic Mountain, metade das faixas foram gravadas no estúdio, enquanto o resto foi executado e gravado em uma casa numa fita master DAT, onde o engenheiro de áudio não foi capaz de dizer exatamente como o resultado final soaria.
Desde que a banda tem apenas dois membros e dois instrumentos, o seu som tem um alcance um pouco limitado, embora isto seja frequentemente visto como uma coisa positiva. Em uma entrevista, Gibson afirmou que suas experiências na Lightning Bolt "mostraram para ele o poder de uma paleta extremamente limitada."

As letras do Lightning Bolt, quando decifráveis, são geralmente feitas para não serem levadas tão a sério, tratando de tópicos como contos de fadas, clichês do heavy metal, terrorismo, anarquia, e super-heróis. Eles ocasionalmente mergulham em temas mais políticos, como a antiBush "Dead Cowboy" do Hypermagic Mountain.

## Performances
São conhecidos pelos shows tipo guerrilha, preferindo tocar no chão do que num palco, criando uma proximidade com os espectadores.  Também são conhecidos por começarem a tocar apenas alguns segundos após a banda de abertura terminar, pegando a audiência de surpresa. Em 2004, Lightning Bolt tocou na porta do chalé do DJ John Peel durante o festival All Tomorrow's Parties cujo vizinho era Steve Albini do Shellac e Big Black comentaram "Melhor despertador que nós poderíamos ter." Também já fizeram shows em cozinhas, calçadas, e estacionamentos.

## Membros
- Brian Chippendale - bateria, vocais (1994-presente)
- Brian Gibson - baixo (1994-presente)

Antigos Membros
- Hisham Bharoocha - vocais (1994-1996)

## Discografia

### Álbums
- Lightning Bolt (Load) (1999)
- Zone 50-minute companion cassette (Load) (1999)
- Ride the Skies (Load) (2001)
- Wonderful Rainbow (Load) (2003)
- Hypermagic Mountain (Load) (2005)
- Earthly Delights (Load) (2009)
- Oblivion Hunter (Load) (2012)
- Fantasy Empire (Thrill Jockey) (2015)

### Vídeo
- The Power of Salad DVD (2003)

## References
1. ↑  "The Best Music of the Decade".
2. 1 2 3 4 5 6  Licht, Alan.
3. ↑  "Lightning Bolt – Biography".
4. ↑  Spurgeon, Tom.
5. ↑  "Japan Tour Canceled" Arquivado em 30 de janeiro de  2008, no Wayback Machine..
6. ↑  Roberts, Colin.
7. 1 2  "Lightning Bolt".
8. ↑  Raggett, Ned.
9. ↑  "Hypermagic Mountain – Lightning Bolt".
10. ↑  Strew, Rogue (2005-10-24).
11. 1 2 3  Gornick, Matt (2007-01-19).
12. ↑  "Lightning Bolt: Head Nothing, Heart Everything".
13. ↑  "Lightning Bolt - News".
14. ↑  Masters, Marc Lightning Bolt: Earthly Delights at Pitchfork Media October 2009
15. ↑  Hughes, Josiah Conversations: Lightning Bolt Arquivado em 6 de janeiro de  2010, no Wayback Machine. at Exclaim!
16. ↑  Labaan.
17. ↑  Daniel, Mac (2006-12-08).
18. ↑  John Rendeiro.
19. 1 2  Peter Glantz, Nick Noe (2003).
20. ↑  "Lightning Bolt: Interview by Ryan" Arquivado em 15 de março de  2007, no Wayback Machine..
21. ↑  Vowell, Zach (2007-04-19).
22. ↑  Sisario, Ben (2004-12-02).
23. ↑  Harley, Kevin (2004-03-31).
24. ↑  Maerz, Jennifer (October 2003).